# Bill Vorn
Bill Vorn, né Yves Bilodeau à Montréal en 1959, est un artiste canadien actif dans le domaine de l'art robotique et professeur à l'Université Concordia.
Il vit et travaille à Montréal.

## Biographie
Vorn obtient un baccalauréat en communication à l’Université du Québec à Montréal (UQAM) en 1985 avec une spécialisation en cinéma. En 1993, il achève une maîtrise à l'UQAM en recherche-création avec un mémoire, sous la direction de Philippe Ménard, portant sur la création d'un système interactif de contrôle pour une installation sonore. Enfin, en 2001, il obtient un doctorat en communication à l'UQAM avec une thèse intitulée La Vie artificielle comme média : Éléments d'une robotique de la communication, sous la direction de Jean-Paul Lafrance.
En 1981, Vorn et Tracy Howe ont fondé à Montréal un groupe de musique électronique appelé Rational Youth. Vorn quitte le groupe au début de 1983.
Il a fondé en 1988 la société Artefact inc. spécialisée en post-production. Depuis 1992, Vorn est connu par ses productions dans le champ de l’art numérique, et en particulier dans le domaine de l’art robotique. Il devient professeur au département des arts plastiques de l’Université Concordia à Montréal, où il enseigne les arts électroniques. Il est membre régulier d’Hexagram, un réseau international de recherche-création dans les domaines de la technologie, du design, des arts médiatiques et numériques.
Au cours de sa carrière artistique, Vorn a l’occasion de travailler en collaboration avec plusieurs professionnels de la scène artistique montréalaise comme les artistes Istvan Kantor, Robert Lepage, François Girard, Édouard Lock et Gilles Maheu. Cependant, le grand collaborateur et collègue de travail de Vorn est l’artiste Louis-Philippe Demers avec qui il réalise plusieurs œuvres d’art robotique,.

## Production artistique
Dans sa production artistique, Vorn présente une vaste production des œuvres en utilisant la technologie comme médium artistique. Ses œuvres d’art robotique sont diverses et peuvent être classifiées dans le concept de performance, installations artistiques et art interactif. Une caractéristique commune dans ses œuvres est la création et occupation des espaces comme lieux d’interaction entre le public, les machines et les robots. Dans la description de sa robographie, on trouve des noms comme espaces fictifs, lieux surréalistes, mondes artificiels robotisés, environnement cinétique réactif, immersif et métaphorique pour décrire les espaces où se déroulent ses créations. Dans ces espaces il y a une interactivité entre les machines, unités robotiques, objets artificiels et les spectateurs. Il s’agit des modifications des lumières, sons et mouvements à partir de la réaction face à la présence et stimuli du public.
Dans l’ensemble de son œuvre, quelques matériaux sont utilisés fréquemment pour créer cet univers interactif de la machine. C’est-à-dire, des structures métalliques articulées, robots, machines, réseaux des senseurs, ordinateurs, haut-parleurs, sources lumineuses, ampoules à l’halogène, grilles métalliques, projecteurs et cellules sensorielles.
Il faut situer que ces œuvres sont insérées dans une création qui porte des recherches sur des comportements artificiels. L’œuvre est peuplée des simulations où les comportements métaphoriques des machines évoquent des organismes naturels. Ces machines sont des organismes cybernétiques, une sorte des hybrides entre la nature et l’artifice.
Au début, les créations de l’artiste étaient basées sur son et lumière en interactivité avec le spectateur dans un espace. L’oeuvre Espace vectoriel (1993) est une installation robotique interactive composée d’une pièce avec huit tubes robotisés et un réseau de capteurs à ultrasons. Ces tubes projetaient de son et de lumière en réaction aux mouvements des spectateurs.
En 1997, l’installation La Cour des Miracles a été une étape importante dans sa création, car l’innovation est l’introduction de différents types de robots où chacun présente sa particularité et sa forme d’exprimer souffrance et douleur face à la présence du spectateur. Dans ce sens, Bill Vorn et Louis-Philippe Demers essaient de créer un univers poétique et une empathie entre les spectateurs et les machines. L’intention était de créer une illusion subjective du vivant à partir de l’aspect visuel, des mouvements et des réactions des machines.
L’œuvre Inferno (2015) de Vorn et Louis-Philippe Demers porte une grande nouveauté en relation aux œuvres antérieures de l’artiste, c’est-à-dire que le spectateur en plus d’interagir, il est un acteur dans cette performance. Le public est inventé à habiller des exosquelettes et conséquemment il est soumis à une chorégraphie contrôlée par l’ordinateur,.
Le travail de l’artiste est exposé et reconnu internationalement, ses créations sont présentes dans des évènements importants et biennales d’art numérique. Les œuvres Espace vectoriel (1993), At the Edge of Chaos (1994), Lost Referential (1998) et La Cour des Miracles ont reçu des prix dans la scène artistique. Toutes ces œuvres citées ont été produites avec la collaboration de Louis-Philippe Demers.

## Prix
Vorn s'est vu attribuer le prix Vida 2.0 (1999, Madrid), le prix Leprecon Award for Interactivity (1998, New York), le prix Distinction du Prix Ars Electronica 96 (1996, Linz) et le prix International Digital Media Award (1996, Toronto).

## Œuvres
- Copacabana Machine Sex, performance robotique (2016).
- Inferno, performance robotique participative avec Louis-Philippe Demers (2015).
- DSM-VI, installation robotique interactive (2012).
- Mega Hysterical Machine, installation robotique interactive (2010).
- Partie de chasse, installation robotique interactive (2009).
- Grace State Machines, performance robotique, en collaboration avec Emma Howes et Jonathan Villeneuve (2007).
- Hysterical Machines, installation robotique interactive (2006).
- Red Light, installation robotique interactive (2005).
- Rotoscopic Machines, installation robotique interactive (2005).
- Evil / Live 3, installation interactive son et lumière (2004).
- Bedlam, installation interactive télérobotique, en collaboration avec Simon Penny (2003).
- Pre-Hysterical Machine, installation robotique interactive (2002).
- Stèle 01, installation robotique interactive (2002).
- Evil / Live 2, installation interactive son et lumière (2002).
- Le Procès, performance robotique, en collab. avec Louis-Philippe Demers (1999).
- Lost Referential, installation interactive son et lumière, en collab. avec Louis-Philippe Demers (1998).
- La Cour des Miracles, installation robotique interactive, en collab. avec Louis-Philippe Demers (1997).
- Evil / Live, installation interactive son et lumière (1997).
- No Man's Land, installation robotique interactive, en collab. avec Louis-Philippe Demers (1996).
- The Frenchman Lake, installation robotique interactive, en collab. avec Louis-Philippe Demers (1995).
- At the Edge of Chaos, installation robotique interactive, en collab. avec Louis-Philippe Demers (1995).
- Espace vectoriel, installation robotique interactive, en collab. avec Louis-Philippe Demers (1993).
- Sacred Noise & Profanation, installation interactive son et lumière (1993).

## Expositions et Performances
- 2016 - Update_6, New Technological Art Awards (Ghent, Belgique) 5 novembre au 4 décembre ; Beijing Media Arts Festival 2016 (Beijing, Chine) 28 au 30 septembre; Exposition CyberArts 2016, Prix Ars Electronica (Linz, Autriche) 8 au 18 septembre; Biennale internationale des arts numériques BIAN 2016 (Montréal, Canada) 3 juin au 3  juillet ; Festival Elektra 2016 (Montréal, Canada) 3 et 4 juin ; HeK - Haus der elektronischen Künste (Bâle, Suisse) 12 au 14 février.
- 2015 - Biennale Némo, exposition Prosopopées (Paris, France) 5 décembre 2015 au 31 janvier 2016; Age of Catastrophe, Video Pool (Winnipeg, Canada)13 novembre au 12 décembre ; ZKM Globale, exposition Exo-Evolution (Karlsruhe, Allemagne) 30 octobre 2015 au 28 février, 2016 ; Festival Roma Europa, exposition Digitalife (Rome, Italie) 9 octobre au 6 décembre; Festival Device Art (Zagreb, Croatie) 26 et 27 septembre; Stéréolux (Nantes, France)14 et 15 avril; Festival Exit 2015 (Créteil, France) 3 et 4 avril.
- 2014 - Festival Noviembre Electrónico (Buenos Aires, Argentine), 13 au 23 novembre ; Wood Street Galleries (Pittsburgh), 11 juillet au 7 septembre ; Les Nouveaux Monstres (Colombes, France), du 31 mai au 15 juin ; Biennale internat. des arts numériques BIAN 2014 (Montréal, Canada), 23 mai au 1er juin ; Gdansk Center for Contemporary Art (Gdansk, Pologne), 9 mai au 13 juillet ; Soft Metal, Centre des arts (Enghien-les-Bains, France), du 22 janvier au 23 mars.
- 2013 - Nuit industrielle, Théatre des Salins (Martigues, France), 31 août ; 404 Festival (Rosario, Argentine), du 28 au 31 août ; Open Score, USF Cont. Art Museum (Tampa, Floride), du 18 janvier au 9 mars.
- 2012 - Soft Control (Slovenj Gradec, Slovénie), du 15 novembre au 15 décembre ; Explorations numériques, Espace 400e (Québec, Canada), du 19 juin au 3 septembre ; C2 MTL (Montréal, Canada), du 22 au 26 mai ; 11e Biennale de La Havane (La Havane, Cuba), du 11 mai au 11 juin ; Biennale internationale des arts numériques BIAN 2012 (Montréal, Canada), 1er au 14 mai ; Vida 1999-2012 Retrospective (Madrid, Espagne), du 8 mai 2012 au 5 janvier 2013.
- 2011 - Wood Street Galleries (Pittsburgh), du 29 avril au 19 juin ; Les Nouveaux Monstres (Toulouse, France), du 25 février au 10 mars.
- 2010 - Le Labo (Toronto), du 2 au 23 octobre; Emoção art.ficial 5.0 (Sao Paulo, Brésil), du 30 juin au 5 septembre ; Les Nouveaux Monstres (St-Nazaire, France), du 18 juin au 15 août.
- 2009 - Amber 09 (Istambul, Turquie), du 6 au 15 novembre ; Inside [Art & Science] (Lisbonne, Portugal), du 24 septembre au 24 novembre ; Lille 3000 (Lille, France), du 18 septembre au 8 novembre ; Factory, Musée de Bat Yam (Tel Aviv, Israël), du 25 mai au 26 septembre; Athens Video Art Festival (Athènes, Grèce), 16 mai ; Festival Exit 2009 (Créteil, France), du 26 mars au 6 avril; Festival Via 2009 (Maubeuge, France), du 11 au 21 mars.
- 2008 - Electrohype 2008 (Malmö, Suède), du 15 novembre 2008 au 25 janvier ; MOVE Digital Art Show (A Coruña, Espagne), du 13 au 16 novembre; Elektra-Lab, Usine C (Montréal, Canada), 30 octobre 2008, Paris-Québec, Maison des Métallos (Paris, France), 25 septembre ; 404 Festival, Teatro Miela (Trieste, Italie), 31 mai, International Arts Festival (Salamanque, Espagne), du 15 mai au 14 juin.
- 2007 - Bios 4, Centro Andaluz de Arte (Séville, Espagne), du 3 mai au 9 septembre ; Subtle Technologies 07 (Toronto, Canada), 25 mai ; Galerie FOFA (Montréal, Canada), du 11 janvier au 9 février.
- 2006 - Utopiales 2006 (Nantes, France), du 2 au 5 novembre ; SMARt 2006 (Bremen, Allemagne), du 13 au 16 juin ; Galerija Kapelica (Ljubljana, Slovenie), du 9 au 28 mai ; STRP 2006 (Eindhoven, Pays-Bas), du 24 au 26 mars.
- 2005 - Arborescence 05 (Aix-en-Provence, France), du 29 septembre au 9 octobre ; VAE9 (Lima, Pérou), du 26 août au 26 septembre ; Rotation Xtrême. Centre des sciences de Montréal (Montréal, Canada) du 30 avril 2005 à mars 2006.
- 2004 - FILE 2004 (Sao Paulo, Brésil), du 23 nov. au 12 décembre ; Ciberart Bilbao 2004 (Bilbao, Espagne), du 23 au 30 avril ; Festival Oriente-Occidente (Rovereto, Italie), du 7 au 9 septembre.
- 2003 - Lille 2004, exposition Robots! (Lille, France), du 6 décembre 2003 au 15 mars ; Sonar 2003 (Barcelona, Espagne), du 12 au 14 juin ; Subtle Technologies 03, Signal show (Toronto, Canada), du 22 mai au 7 juin ; Via 2003, Le Manège (Maubeuge, France), du 18 au 29 mars ; Exit 2003, Maison des arts et culture (Créteil, France), du 26 février au 8 mars ; Arco, Fundacion Telefonica (Madrid, Espagne), du 12 au 18 février.
- 2002 - Sentient Circuitry, Walter Philips Galery (Banff, Canada), du 10 juin au 26 juillet ; EMAF 2002 (Osnabrück, Allemagne), du 24 avril au 20 mai.
- 1999 - V2_Organisatie (Rotterdam, Pays-Bas), du 17 au 26 septembre ; Festival IndustrieProjekt (Brück, Allemagne), du 26 juin au 11 juillet ; Musée de Soissons (Soissons, France), du 22 mai au 20 juin ; Musiques en scène, MAC de Lyon (Lyon, France), du 12 février au 11 avril.
- 1998 - Musée d'art contemporain de Montréal (Montréal, Canada) du 16 juin au 30 août ; Sonar 98 / Off-Sonic (Barcelone, Espagne) du 15 au 28 juin ; Art Rock 98 (Saint-Brieuc, France) du 29 au 31 mai ; Lightforms 98 (NYC, New York) du 16 avril au 31 mai.
- 1997 - ISEA 97 (Chicago, Illinois) du 22 au 27 septembre ; Biennale Artec 97 (Nagoya, Japon) du 6 juin au 6 juillet.
- 1996 - Art Futura 96 (Madrid, Espagne) du 22 au 27 octobre ; DEAF 96 (Rotterdam, Pays-Bas) du 17 au 29 septembre ; Festival Ars Electronica 96 (Linz, Autriche) du 2 au 7 septembre ; Sonambiente 96 (Berlin, Allemagne) du 9 août au 8 septembre.
- 1995 - ISEA 95 (Montréal, Canada) du 18 au 23 septembre; SoundArt 95 (Hannover, Allemagne) du 3 au 24 juin ; Images du Futur 95 (Montréal, Canada) du 18 mai au 15 octobre.
- 1994 - Palomar (Montréal, Canada) du 5 au 9 octobre ; Sonar 94 (Barcelone, Espagne) du 2 au 5 juin.
- 1993 - EMAF 93 (Osnabrück, Allemagne) du 12 au 26 septembre ; Siggraph 93 Machine Culture Art Show (Anaheim, Cal.) du 1 au 6 août[2].